# 蕭彧
蕭彧（6世紀—6世紀），南蘭陵郡蘭陵縣（今江蘇省常州市武進區）人，南朝梁宗室，長沙宣武王蕭懿之孫，西昌侯蕭淵藻之子。

## 生平
蕭彧初以西昌侯蕭淵藻嗣子的身份拜西昌世子。
太清二年（548年），侯景之亂爆發，時任南徐州刺史的蕭淵藻派遣蕭彧率軍支援臺城。
太清三年（549年）二月，蕭彧與南兗州刺史南康嗣王蕭會理、前青冀二州刺史湘潭侯蕭退合兵三萬，抵達馬卬洲。侯景擔憂這三萬軍隊從白下城而上，切斷自己渡江北返的道路，上書皇太子蕭綱讓這三萬軍隊移駐長江南岸。蕭綱答應了侯景的要求後，勒令蕭彧等三人從白下城移軍江潭苑。三月，臺城失陷，蕭彧後事不詳。